# Gołąbek bukowy
Gołąbek bukowy (Russula faginea Romagn.) – gatunek grzybów należący do rodziny gołąbkowatych (Russulaceae).

## Systematyka i nazewnictwo
Pozycja w klasyfikacji według Index Fungorum: Russula, Russulaceae, Russulales, Incertae sedis, Agaricomycetes, Agaricomycotina, Basidiomycota, Fungi.
Po raz pierwszy opisał go w 1967 r. Henri Charles Louis Romagnesi we Francji i nadana przez niego nazwa naukowa jest aktualna. Synonimy:
- Russula faginea Romagn. 1962
- Russula faginea var. gelatinata Kärcher 2005

Polską nazwę podała Alina Skirgiełło w 1988 r.

## Morfologia
Kapelusz
Średnica do 14 cm, barwa brudnoczerwona, brązowordzawa lub kakaowa. U starszych okazów lub podczas deszczu silnie odbarwia się do płowej i żółtej, jedynie zaokrąglony i krótko karbowany brzeg pozostaje różowy. Skórka matowa i przyrośnięta, dająca się oderwać tylko na brzegu.
Blaszki
Kremowe do jasnoochrowych.
Trzon
Wysokość 4–11,5 cm, grubość 1,5–3,2 cm, biały, z czasem żółknący i płowiejący od podstawy w górę.
Miąższ
Biały, przebarwiający się na żółtawo, o łagodnym smaku.
Cechy mikroskopowe
Podstawki 42–57 × 9–13,5 µm. Bazydiospory 8,5–9,7× 7,5–8,7 µm, szeroko elipsoidalne, do odwrotnie jajowatych, pokryte licznymi, dużymi, stożkowatymi brodawkami z nielicznymi łącznikami i wyraźnym hilum. Cystydy 60–120 × 8–13 µm, wrzecionowate, często z kończykiem. Dermatocystydy wąskie, rzadkie, o szerokości do 4,4 µm. W kapeluszu występują sferocysty.

## Występowanie i siedlisko
Występuje w Ameryce Północnej i Europie. Najwięcej stanowisk podano w Europie i jest tutaj szeroko rozprzestrzeniony. W Polsce do 2003 r. jedyne stanowisko podał Stanisław Domański w 1967 r. w Lasach Łochowskich, w 2020 r. podano następne stanowiska. Aktualne stanowiska podaje także internetowy atlas grzybów. Znajduje się w nim na liście gatunków zagrożonych i wartych objęcia ochroną.
Naziemny grzyb mykoryzowy, występujący w lasach bukowych i bukowo-grabowych.